# Чаша Бразилії з футболу
Не слід плутати Чашу Бразилії і Кубок Бразилії. Це різні турніри.
Чаша Бразилії (порт.-браз. Taça Brasil), або Трофей Бразилії — національний бразильський футбольний турнір, що проходив з 1959 по 1968 рік. Цей турнір став першим у країні, який спробував замінити неіснуючий тоді національний чемпіонат. У 2010 році цей турнір прирівняли до національної першості, а володарів Чаші Бразилії до чемпіоныв країни. Перший розіграш змагання організував Жуау Авеланж, член міжнародного олімпійського комітету. Формат кубкових зустрічей був обраний через труднощі, пов'язані з переміщенням команд по країні. А також браком часу: на наступний рік якась з команд Бразилії повинна була брати участь в Кубку Лібертадорес, новому турнірі, який визначав найкращий клуб Латинської Америки. В турнірі зазвичай брало участь по одному представнику від штатів Бразилії, але в розіграшах 1961, 1964, 1965 і 1966 років було по два клуби з Сан-Паулу, а в 1967 — дві команди з штату Мінас-Жерайс. У тому ж році в турнірі не брав участь жоден клуб з Сан-Паулу.

## Чемпіони
| Рік  | Чемпіон   | Друге місце    | Третє місце              | Чертверте місце     | Найкращий бомбардир                              | Голи |
| ---- | --------- | -------------- | ------------------------ | ------------------- | ------------------------------------------------ | ---- |
| 1959 | Баїя      | Сантос         | Васко да Гама            | Греміо              | Брілья (Баїя)                                    | 8    |
| 1960 | Палмейрас | Форталеза      | Флуміненсе               | Санта-Круз (Ресіфі) | Бесесе (Форталеза)                               | 7    |
| 1961 | Сантос    | Баїя           | Амеріка (Ріо-де-Жанейро) | Наутіко Ресіфі      | Пеле (Сантос)                                    | 9    |
| 1962 | Сантос    | Ботафого       | Інтернасьйонал           | Спорт Ресіфі        | Коутіньйо (Сантос)                               | 7    |
| 1963 | Сантос    | Баїя           | Ботафого                 | Греміо              | Руйтер (Конфьянса)                               | 9    |
| 1964 | Сантос    | Фламенго       | Сеара                    | Палмейрас           | Пеле (Сантос)                                    | 7    |
| 1965 | Сантос    | Васко да Гама  | Наутіко Ресіфі           | Палмейрас           | Біта (Наутіко Ресіфі)                            | 9    |
| 1966 | Крузейро  | Сантос         | Наутіко Ресіфі           | Флуміненсе          | Біта (Наутіко Ресіфі) Тоніньйо Геррейро (Сантос) | 10   |
| 1967 | Палмейрас | Наутіко Ресіфі | Крузейро                 | Греміо              | Шиклетез (Трезі)                                 | 6    |
| 1968 | Ботафого  | Форталеза      | Наутіко Ресіфі           | Крузейро            | Ферретті (Ботафого)                              | 7    |

## Титули по клубах
| Титули | Клуб      | Роки                         |
| ------ | --------- | ---------------------------- |
| 5      | Сантос    | 1961, 1962, 1963, 1964, 1965 |
| 2      | Палмейрас | 1960, 1967                   |
| 1      | Ботафого  | 1968                         |
| 1      | Крузейро  | 1966                         |
| 1      | Баїя      | 1959                         |

## Титули по штатах
| Штат           | Чемпіон | Фіналіст |
| -------------- | ------- | -------- |
| Сан-Паулу      | 7       | 2        |
| Ріо-де-Жанейро | 1       | 3        |
| Баїя           | 1       | 2        |
| Мінас-Жерайс   | 1       | 0        |
| Сеара          | 0       | 2        |
| Пернамбуку     | 0       | 1        |